# Grand Prix automobile de Monaco 2025
GP précédent GP suivant
Le Grand Prix automobile de Monaco 2025 (Formula 1 TAG Heuer Grand Prix de Monaco 2025), disputé le 25 mai 2025 sur le circuit de Monaco, est la 1133e épreuve du championnat du monde de Formule 1 courue depuis 1950. Il s'agit de la soixante-et-onzième édition du Grand Prix de Monaco comptant pour le championnat du monde de Formule 1 et de la huitième manche du championnat 2025.
En tête de toutes les séances d'essais, Charles Leclerc pense obtenir sa quatrième pole position sur ses terres après son dernier tour rapide en Q3 quand il améliore le record du circuit ; mais dans son deuxième tour rapide enchaîné sur le gong, Lando Norris le devance de 109 millièmes de seconde et réalise son premier départ en tête à Monaco et le onzième de sa carrière. Oscar Piastri est troisième devant Lewis Hamilton, mais le septuple champion du monde est pénalisé d'un recul de trois places sur la grille pour avoir, lors de la Q1, gêné Max Verstappen qui accède à la deuxième ligne. Isack Hadjar se retrouve cinquième, sa meilleure position sur la grille, devant Fernando Alonso, en troisième ligne. Hamilton glisse au septième rang et s'élance devant Esteban Ocon tandis que Liam Lawson et Alexander Albon occupent la cinquième ligne. Cette séance qualification est marquée par l'élimination précoce des deux Mercedes en Q2 : Andrea Kimi Antonelli tapant le rail à la chicane du port et George Russell tombant en panne de moteur dans le tunnel.
L'obligation d'effectuer deux arrêts en course pour tenter d'éviter une procession toute monégasque (la nature même du circuit historique et l'actuelle largeur des monoplaces rendent quasi impossibles les dépassements en course) n'a pas produit les effets espérés au terme d'une épreuve remportée par le poleman Lando Norris. Les quatre premiers sur la grille arrivent dans le même ordre et tous les pilotes dans les points le sont grâce à leur performance en qualification. Si Charles Leclerc passe les vingt derniers tours collé à la McLaren de Norris, il ne trouve pas pour autant le moindre espace pour le doubler. De même, Liam Lawson ralentit considérablement le peloton pour protéger son coéquipier Isack Hadjar et lui offrir deux arrêts « gratuits » aux 14e et 19e tours ; les pilotes Mercedes perdent leurs nerfs derrière les coéquipiers Williams, qui s'échangent les positions devant eux, George Russell coupant délibérément la chicane du port pour passer Albon avant d'être pénalisé d'un drive-through, Antonelli faisant de même quelques tours plus tard, mais rendant la position à son rival.    
Norris remporte la sixième victoire de sa carrière, sa seconde de la saison, grâce à sa pole position du samedi. Il obtient son troisième hat trick en réalisant le meilleur tour sous le drapeau à damier. Max Verstappen se retrouve en tête à partir du cinquantième tour car il n'a, à ce point, effectué que son premier arrêt. Il mène jusqu'à l'avant-dernière boucle en bouchonnant une meute compacte composée de Norris, Leclerc et Piastri avec l'idée d'attendre, jusqu'au bout, un éventuel fait de course qui verrait la sortie d'une voiture de sécurité ou un drapeau rouge. Le Néerlandais rentre finalement au stand et termine quatrième, sa place du départ. Une bonne stratégie chez Ferrari et des changements de pneus très rapides permettent à Lewis Hamilton de gagner une place sur Hadjar (Fernando Alonso abandonnant après trente-six tours) pour finir cinquième après une course solitaire achevée à 48 secondes de son coéquipier. Hadjar obtient son meilleur résultat depuis ses débuts, suivi par Esteban Ocon, auteur d'une course solide pour conserver la position acquise le samedi. Il en va de même pour Liam Lawson qui marque ses quatre premiers points de l'année, alors que les pilotes Williams, Albon et Sainz, s'attribuent les points des neuvième et dixième places. Seuls les cinq premiers finissent dans le même tour, les pilotes Mercedes terminent hors des points, Russel à deux tours et Antonelli à trois.
En tête du championnat, l'avance d'Oscar Piastri (161 points) se réduit à trois points sur Lando Norris (158 points) tandis que Max Verstappen est repoussé à vingt-cinq points (124 points). Bien que pour la première fois hors des points depuis le début de la saison, George Russell (99 points) reste quatrième devant Charles Leclerc (79 points), Lewis Hamilton (63 points) et Kimi Antonelli (48 points). Alexander Albon (42 points), qui continue d'engranger les bons résultats, est huitième devant Esteban Ocon (20 points) et Isack Hadjar (15 points) qui dépasse Lance Stroll. Au championnat des constructeurs, McLaren (319 points) augmente encore son avance sur Mercedes (147 points) qui ne devance plus que de quelques points Red Bull (143 points) et Ferrari (142 points). Plus loin, Williams (54 points) cinquième, devance Haas (26 points) ; suivent Racing Bulls (22 points) qui a pris l'ascendant sur Aston Martin (14 points), Alpine (7 points) et Kick Sauber (6 points).

## Contexte avant la course

### Deux arrêts au stand obligatoires en course à Monaco
Le Conseil Mondial du Sport Automobile a entériné l'obligation pour les équipes de faire, a minima, deux arrêts au stand pour les changements de pneus durant les soixante-dix-huit tours de la course dans le but de contraindre les écuries à effectuer des choix stratégiques, et donc à prendre des risques, durant l'épreuve. En se remémorant l'édition 2024, une longue procession derrière Charles Leclerc après une série d'accidents dans le premier tour, un drapeau rouge, des changements de pneus immédiats et aucun arrêt en course, Andrea Stella remarque : « Après la course que nous avons eue l'année dernière, un petit changement est un aspect intéressant. Donc, j'accueille favorablement ce genre de changements. » Tim Goss, directeur technique en chef chez Racing Bulls déclare : « Espérons que son objectif principal soit atteint : c’est de rendre la course plus excitante. Ce que nous ne voulons pas, ce sont des arrêts uniques et des processions. »

## Pneus disponibles
| Pneus pour piste sèche | Pneus pour piste sèche | Pneus pour piste sèche | Pneus pluie    | Pneus pluie |
| ---------------------- | ---------------------- | ---------------------- | -------------- | ----------- |
| Durs (Type C4)         | Medium (Type C5)       | Tendres (Type C6)      | Intermédiaires | Pluie       |

## Essais libres

### Première séance, le vendredi de 13 h 30 à 14 h 30
| Pos. | Pilote          | Voiture             | Chrono         | Écart     |
| ---- | --------------- | ------------------- | -------------- | --------- |
| 1    | Charles Leclerc | Ferrari             | 1 min 11 s 964 |           |
| 2    | Max Verstappen  | Red Bull-Honda RBPT | 1 min 12 s 127 | + 0 s 153 |
| 3    | Lando Norris    | McLaren-Mercedes    | 1 min 12 s 290 | + 0 s 326 |
| 4    | Alexander Albon | Williams-Mercedes   | 1 min 12 s 314 | + 0 s 350 |
| 5    | Oscar Piastri   | McLaren-Mercedes    | 1 min 12 s 342 | + 0 s 378 |
| 6    | George Russell  | Mercedes            | 1 min 12 s 482 | + 0 s 518 |

- La séance est temporairement interrompue après que Charles Leclerc a fracassé son aileron avant lors d'un contact avec l'Aston Martin de Lance Stroll, au ralenti dans l'épingle du Grand Hôtel ; le Monégasque éparpillant des débris sur la piste lors de son retour au stand déclenche ainsi un drapeau rouge pour permettre le nettoyage du circuit[6]. Conséquence de cet accrochage, Lance Stroll écope d'une pénalité d'un recul d'une place sur la grille de départ[7].

### Deuxième séance, le vendredi de 17 h à 18 h
| Pos. | Pilote          | Voiture                 | Chrono         | Écart     |
| ---- | --------------- | ----------------------- | -------------- | --------- |
| 1    | Charles Leclerc | Ferrari                 | 1 min 11 s 355 |           |
| 2    | Oscar Piastri   | McLaren-Mercedes        | 1 min 11 s 393 | + 0 s 038 |
| 3    | Lewis Hamilton  | Ferrari                 | 1 min 11 s 460 | + 0 s 105 |
| 4    | Lando Norris    | McLaren-Mercedes        | 1 min 11 s 677 | + 0 s 322 |
| 5    | Liam Lawson     | Racing Bulls-Honda RBPT | 1 min 11 s 823 | + 0 s 468 |
| 6    | Isack Hadjar    | Racing Bulls-Honda RBPT | 1 min 11 s 842 | + 0 s 487 |

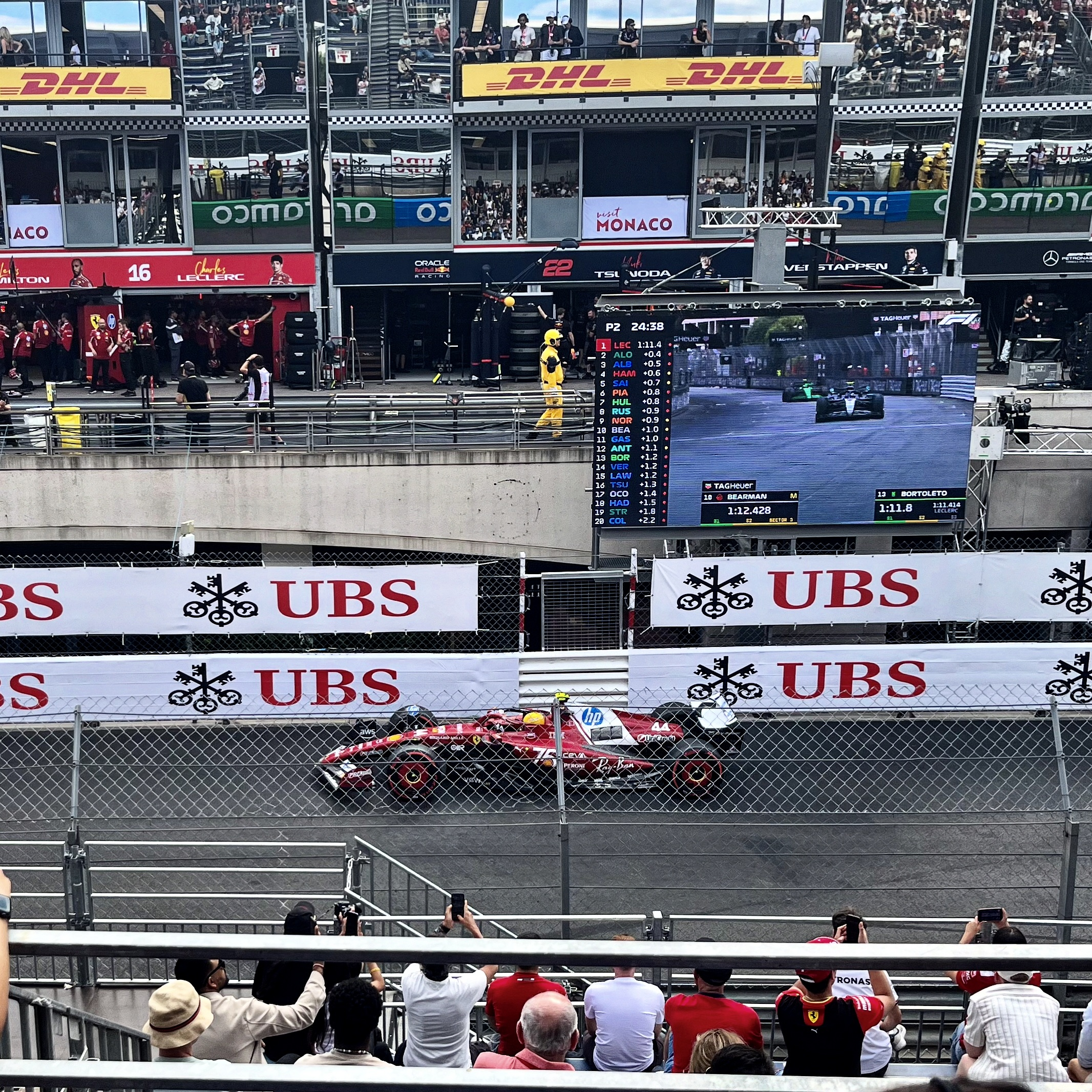
Lewis Hamilton lors de la deuxième séance d'essais libres.

- La séance est temporairement interrompue au bout de sept minutes après qu'Isack Hadjar touche le rail à l'entrée de la chicane du port et crève son pneu arrière gauche ; le drapeau rouge est déployé durant quelques minutes pour nettoyer la piste, permettant au Français de ramener sa monoplace au stand. La session est, à nouveau, interrompue durant quelques minutes après qu'Oscar Piastri a tiré tout droit dans le virage de Sainte Dévote et tapé le mur, cassant le museau de la McLaren. À dix minutes du terme, Hadjar perd l'arrière de sa monoplace et touche le mur à Sainte Dévote, abîmant son aileron et sa suspension avant sans provoquer le déploiement du drapeau rouge[9].

### Troisième séance, le samedi de 12 h 30 à 13 h 30
| Pos. | Pilote          | Voiture             | Chrono         | Écart     |
| ---- | --------------- | ------------------- | -------------- | --------- |
| 1    | Charles Leclerc | Ferrari             | 1 min 10 s 953 |           |
| 2    | Max Verstappen  | Red Bull-Honda RBPT | 1 min 11 s 233 | + 0 s 280 |
| 3    | Lando Norris    | McLaren-Mercedes    | 1 min 11 s 247 | + 0 s 294 |
| 4    | Oscar Piastri   | McLaren-Mercedes    | 1 min 11 s 398 | + 0 s 445 |
| 5    | Lewis Hamilton  | Ferrari             | 1 min 11 s 516 | + 0 s 563 |
| 6    | Alexander Albon | Williams-Mercedes   | 1 min 11 s 668 | + 0 s 715 |

- La séance est définitivement interrompue au drapeau rouge à deux minutes de son terme après que Lewis Hamilton a perdu le contrôle de sa monoplace dans Massenet et percuté le mur ; il s’arrête en bord de piste avec une roue crevée et une banderole enroulée sur l'autre roue à droite[11],[12].

## Séance de qualifications

### Résultats des qualifications
| Pos. | Pilote                | Écurie                  | Qualifications 1 | Qualifications 2 | Qualifications 3 |
| --- | --------------------- | ----------------------- | ---------------- | ---------------- | ---------------- |
| 1 | Lando Norris          | McLaren-Mercedes        | 1 min 11 s 285   | 1 min 10 s 570   | 1 min 09 s 954   |
| 2 | Charles Leclerc       | Ferrari                 | 1 min 11 s 229   | 1 min 10 s 851   | 1 min 10 s 063   |
| 3 | Oscar Piastri         | McLaren-Mercedes        | 1 min 11 s 308   | 1 min 10 s 858   | 1 min 10 s 129   |
| 4 | Lewis Hamilton        | Ferrari                 | 1 min 11 s 575   | 1 min 10 s 883   | 1 min 10 s 382   |
| 5 | Max Verstappen        | Red Bull-Honda RBPT     | 1 min 11 s 431   | 1 min 10 s 875   | 1 min 10 s 669   |
| 6 | Isack Hadjar          | Racing Bulls-Honda RBPT | 1 min 11 s 811   | 1 min 11 s 040   | 1 min 10 s 923   |
| 7 | Fernando Alonso       | Aston Martin-Mercedes   | 1 min 11 s 674   | 1 min 11 s 182   | 1 min 10 s 924   |
| 8 | Esteban Ocon          | Haas-Ferrari            | 1 min 11 s 839   | 1 min 11 s 262   | 1 min 10 s 942   |
| 9 | Liam Lawson           | Racing Bulls-Honda RBPT | 1 min 11 s 818   | 1 min 11 s 250   | 1 min 11 s 129   |
| 10 | Alexander Albon       | Williams-Mercedes       | 1 min 11 s 629   | 1 min 10 s 732   | 1 min 11 s 213   |
| 11 | Carlos Sainz          | Williams-Mercedes       | 1 min 11 s 707   | 1 min 11 s 362   |                  |
| 12 | Yuki Tsunoda          | Red Bull-Honda RBPT     | 1 min 11 s 800   | 1 min 11 s 415   |                  |
| 13 | Nico Hülkenberg       | Kick Sauber-Ferrari     | 1 min 11 s 871   | 1 min 11 s 596   |                  |
| 14 | George Russell        | Mercedes                | 1 min 11 s 509   | Pas de temps     |                  |
| 15 | Andrea Kimi Antonelli | Mercedes                | 1 min 11 s 880   | Pas de temps     |                  |
| 16 | Gabriel Bortoleto     | Kick Sauber-Ferrari     | 1 min 11 s 902   |                  |                  |
| 17 | Oliver Bearman        | Haas-Ferrari            | 1 min 11 s 979   |                  |                  |
| 18 | Pierre Gasly          | Alpine-Renault          | 1 min 11 s 994   |                  |                  |
| 19 | Lance Stroll          | Aston Martin-Mercedes   | 1 min 12 s 563   |                  |                  |
| 20 | Franco Colapinto      | Alpine-Renault          | 1 min 12 s 597   |                  |                  |
| Temps minimal à réaliser pour la qualification : 1 min 16 s 215 (107 % du meilleur temps en Q1 : 1 min 11 s 229) |                       |                         |                  |                  |                  |

### Grille de départ
- Oliver Bearman, auteur du dix-septième temps, est pénalisé d'un recul de dix places sur la grille de départ pour avoir doublé Carlos Sainz Jr. sous drapeau rouge lors de la deuxième séance d'essai : « Les commissaires sportifs ont déterminé que la voiture no 87 avait dépassé la voiture no 55 au virage no 17. Bien avant ce dépassement, la séance avait été neutralisée par drapeau rouge. L'équipe a informé le pilote relativement tard, juste avant que le dépassement n'ait lieu. Cependant, il ressort clairement des images vidéo qu'un panneau lumineux était directement devant le pilote et affichait le drapeau rouge ; le tableau de bord indiquait également le drapeau rouge bien avant le dépassement » ; il s'élance vingtième[14],[15].
- Lance Stroll, auteur du dix-neuvième temps, est pénalisé d'un recul d'une place sur la grille de départ pour avoir provoqué un accrochage avec Charles Leclerc lors de la première séance d'essai[16]. Il est pénalisé une seconde fois, d'un recul de trois places, jugé responsable d'avoir gêné Pierre Gasly au virage no 10 lors des qualifications du samedi ; à la suite de la pénalisation de Bearman, sa position de départ ne change pas[17].
- Lewis Hamilton, auteur du quatrième temps, est pénalisé d'un recul de trois places sur la grille de départ pour avoir gêné Max Verstappen dans le virage no 3 lors des qualifications, l'obligeant à passer hors trajectoire à Massenet. Bien que le Britannique n'ait pas été en cause, ayant reçu l'information initiale selon laquelle Verstappen « ralentissait », son équipe a été jugée responsable de l'avoir induit en erreur ; les commissaires précisent : « Comme dans les précédents cas similaires où un pilote a reçu des informations inexactes ou incomplètes ayant entraîné une gêne envers une autre voiture, le fait que le message radio soit à l'origine de l'obstruction ne constitue pas un facteur atténuant. » Il s'élance septième[18],[19],[20].

## Course

### Classement de la course
| Pos. | no | Pilote                | Écurie                  | Tours | Temps/Abandon                      | Grille | Points |
| ---- | -- | --------------------- | ----------------------- | ----- | ---------------------------------- | ------ | ------ |
| 1    | 4  | Lando Norris          | McLaren-Mercedes        | 78    | 1 h 40 min 33 s 843 (155,296 km/h) | 1      | 25     |
| 2    | 16 | Charles Leclerc       | Ferrari                 | 78    | + 3 s 313                          | 2      | 18     |
| 3    | 81 | Oscar Piastri         | McLaren-Mercedes        | 78    | + 3 s 368                          | 3      | 15     |
| 4    | 1  | Max Verstappen        | Red Bull-Honda RBPT     | 78    | + 20 s 572                         | 4      | 12     |
| 5    | 44 | Lewis Hamilton        | Ferrari                 | 78    | + 51 s 387                         | 7      | 10     |
| 6    | 6  | Isack Hadjar          | Racing Bulls-Honda RBPT | 77    | + 1 tour                           | 5      | 8      |
| 7    | 31 | Esteban Ocon          | Haas-Ferrari            | 77    | + 1 tour                           | 8      | 6      |
| 8    | 30 | Liam Lawson           | Racing Bulls-Honda RBPT | 77    | + 1 tour                           | 9      | 4      |
| 9    | 23 | Alexander Albon       | Williams-Mercedes       | 76    | + 2 tours                          | 10     | 2      |
| 10   | 55 | Carlos Sainz          | Williams-Mercedes       | 76    | + 2 tours                          | 11     | 1      |
| 11   | 63 | George Russell        | Mercedes                | 76    | + 2 tours (dont un drive-through)  | 14     |        |
| 12   | 87 | Oliver Bearman        | Haas-Ferrari            | 76    | + 2 tours                          | 20     |        |
| 13   | 43 | Franco Colapinto      | Alpine-Renault          | 76    | + 2 tours                          | 18     |        |
| 14   | 5  | Gabriel Bortoleto     | Kick Sauber-Ferrari     | 76    | + 2 tours                          | 16     |        |
| 15   | 18 | Lance Stroll          | Aston Martin-Mercedes   | 76    | + 2 tours                          | 19     |        |
| 16   | 27 | Nico Hülkenberg       | Kick Sauber-Ferrari     | 76    | + 2 tours                          | 13     |        |
| 17   | 22 | Yuki Tsunoda          | Red Bull-Honda RBPT     | 76    | + 2 tours                          | 12     |        |
| 18   | 12 | Andrea Kimi Antonelli | Mercedes                | 75    | + 3 tours                          | 15     |        |
| Abd. | 14 | Fernando Alonso       | Aston Martin-Mercedes   | 36    | Moteur                             | 6      |        |
| Abd. | 10 | Pierre Gasly          | Alpine-Renault          | 7     | Accident                           | 17     |        |

### Pole position et record du tour
- Pole position :  Lando Norris (McLaren-Mercedes) en 1 min 09 s 954 (171,730 km/h)[23].
- Meilleur tour en course :  Lando Norris (McLaren-Mercedes)  en 1 min 13 s 221 (164,068 km/h) au soixante-dix-huitième tour[24].

### Tours en tête
- Lando Norris (McLaren-Mercedes) : 42 tours (1-18 / 28-49 / 77-78)[25] ;
- Charles Leclerc (Ferrari) : 3 tours (19-21) ;
- Max Verstappen (Red Bull-Honda RBPT) 33 tours (22-27 / 50-76).

## Classements généraux à l'issue de la course
| Pos. | Pilote                | Écurie                  | Points |
| ---- | --------------------- | ----------------------- | ------ |
| 1    | Oscar Piastri         | McLaren-Mercedes        | 161    |
| 2    | Lando Norris          | McLaren-Mercedes        | 158    |
| 3    | Max Verstappen        | Red Bull-Honda RBPT     | 136    |
| 4    | George Russell        | Mercedes                | 99     |
| 5    | Charles Leclerc       | Ferrari                 | 79     |
| 6    | Lewis Hamilton        | Ferrari                 | 63     |
| 7    | Andrea Kimi Antonelli | Mercedes                | 48     |
| 8    | Alexander Albon       | Williams-Mercedes       | 42     |
| 9    | Esteban Ocon          | Haas-Ferrari            | 20     |
| 10   | Isack Hadjar          | Racing Bulls-Honda RBPT | 15     |
| 11   | Lance Stroll          | Aston Martin-Mercedes   | 14     |
| 12   | Carlos Sainz          | Williams-Mercedes       | 12     |
| 13   | Yuki Tsunoda          | Red Bull-Honda RBPT     | 10     |
| 14   | Pierre Gasly          | Alpine-Renault          | 7      |
| 15   | Nico Hülkenberg       | Kick Sauber-Ferrari     | 6      |
| 16   | Oliver Bearman        | Haas-Ferrari            | 6      |
| 17   | Liam Lawson           | Red Bull-Honda RBPT     | 4      |

| Pos. | Écurie                  | Points |
| ---- | ----------------------- | ------ |
| 1    | McLaren-Mercedes        | 319    |
| 2    | Mercedes                | 147    |
| 3    | Red Bull                | 143    |
| 4    | Ferrari                 | 142    |
| 5    | Williams-Mercedes       | 54     |
| 6    | Haas-Ferrari            | 26     |
| 7    | Racing Bulls-Honda RBPT | 22     |
| 8    | Aston Martin-Mercedes   | 14     |
| 9    | Alpine-Renault          | 7      |
| 10   | Kick Sauber-Ferrari     | 6      |

## Statistiques
Le Grand Prix de Monaco 2025 représente :
- la 11e pole position de Lando Norris, sa seconde de la saison[27] ;
- la 6e victoire de Lando Norris, sa seconde de la saison[28] ;
- le 3e hat trick de Lando Norris[29] ;
- la 195e victoire de McLaren en tant que constructeur[30] ;
- la 228e victoire de Mercedes en tant que motoriste[31].

Au cours de ce Grand Prix :
- Charles Leclerc est élu « pilote du jour » à l'issue d'un vote organisé sur le site officiel de la Formule 1[32] ;
- Vitantonio Liuzzi (80 départs en Grands Prix entre 2005 et 2011, 26 points inscrits) est nommé conseiller par la FIA pour aider dans leurs jugements le groupe des commissaires de course[33].